# 911 (numero di emergenza)

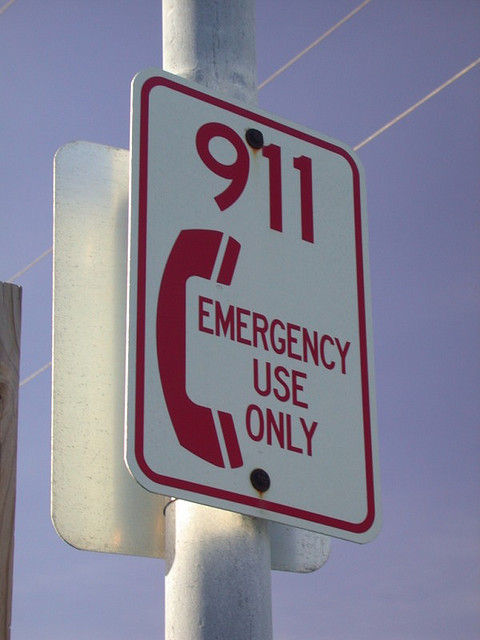
Un cartello stradale che ricorda il 911 come numero di emergenza

Il 911, a volte scritto 9-1-1 (AFI: /ˈnɔve ˈuno ˈuno/), è il numero telefonico di emergenza per il piano di numerazione nordamericano e anche di diversi paesi dell'America Latina.
Svolge il ruolo di numero unico di emergenza per molti paesi del continente americano, tra cui gli Stati Uniti d'America, il Canada e il Messico, ed anche in Liberia, e permette di essere collegati ad una centrale operativa che è in grado di localizzare le chiamate e di gestire qualsiasi richiesta di soccorso, inviando forze di polizia, vigili del fuoco o soccorso sanitario.
Essendo un numero dedicato alle urgenze, in alcune città gli si affianca il 311, numero telefonico per ottenere informazioni non urgenti dai servizi di emergenza, ad esempio dalla locale stazione di polizia, o effettuare semplici segnalazioni.

## Enhanced 911
L'Enhanced 911 è un'estensione della rete 911 introdotta per identificare e geolocalizzare il chiamante. Ogni operatore telefonico, su rete fissa, mobile o VOIP, deve essere in grado di fornire numero di telefono e posizione del traffico diretto verso i Public Safety Answering Points (PSAP). Il singolo PSAP si occupa quindi di smistare le chiamate e le informazioni aggiuntive al servizio più adeguato (vigili del fuoco, ambulanze, polizia).

## In Europa
Conosciuto anche in Europa grazie alle numerose produzioni televisive e cinematografiche ambientate e/o girate negli Stati Uniti, se composto da alcuni modelli di telefono cellulare europei (in particolar modo quelli progettati per operare anche in territorio nordamericano) viene riconosciuto dal terminale come numero d'emergenza e la chiamata è inoltrata automaticamente al numero unico di emergenza 112 (ed allo stesso modo, se si chiama il 112 da un terminale telefonico in America, la telefonata viene reindirizzata al 911).
Il modello di centrale unica di emergenza tipico del numero statunitense è stato utilizzato anche in alcuni stati europei per il 112; in altre nazioni, tra cui l'Italia, per il 112 è stato adottato un sistema con una centrale di primo livello che risponde al numero unico, localizza il chiamante e inoltra la richiesta di soccorso all'ente appropriato.